# Rimavské Zalužany
Rimavské Zalužany (maďarsky Rimazsaluzsány) jsou obec na Slovensku v okrese Rimavská Sobota v Banskobystrickém kraji. V roce 2019 zde žilo 357 obyvatel.

## Historie
První písemná zmínka o vsi pochází z roku 1136 a je uvedena v listině rimavsko-banského plebána Martina. V roce 1439 ves patřila hajnáčskému hradu. Tradičními místními odvětvími byla výroba zemědělského nářadí a košíků.

## Geografie
Obec se nachází v regionu Malohont. Obec se nachází v údolí řeky Rimavy. Centrum vsi je vzdáleno 14 kilometrů severně od Rimavské Soboty a leží v nadmořské výšce 250 m n. m.

## Obyvatelstvo
Podle sčítání lidu v roce 2011 v obci Rimavské Zalužany žilo 340 obyvatel, z toho se 332 hlásilo ke slovenské národnosti, tři k romské a po jednom k české a maďarské. Tři obyvatelé svoji národnost neuvedli. 131 obyvatel se přihlásilo k římskokatolické církvi, 60 k evangelické církvi augsburského vyznání a po jednom k církvi československé husitské, řeckokatolické církvi, reformované křesťanské církvi a evangelické církvi metodistické. 130 obyvatel bylo bez vyznání a 13 svou víru neuvedlo. Dva obyvatelé uvedli možnost "jiné".

## Doprava
Obcí prochází silnice I/72 a je zde železniční stanice na trati mezi Rimavskou Sobotou a Breznem.

## Pamětihodnosti
- Neogotická zvonice z druhé poloviny 19. století. Jedná se o zděnou stavbu čtvercového půdorysu se dřevěným ochozem. Zvon pochází z roku 1890.[7]
- V místní části Príboj se nachází starý vodní mlýn.